# Dan Růžička
Dan Růžička (* 31. prosinec 1991) je český profesionální hokejista, který v současnosti hraje za ČEZ Motor České Budějovice.
Je odchovanec plzeňského hokeje a byl jak u Mistrovského titulu Plzně v sezóně 2012/2013 tak i u zisku bronzu v sezóně 2011/2012.
Dan hraje na postu obránce a mezi jeho hokejové vzory patří Nicklas Lidström.

## Kluby podle sezón
- 2002/2003 HC Keramika Plzeň
- 2003/2004 HC Lasselsberger Plzeň
- 2004/2005 HC Lasselsberger Plzeň
- 2005/2006 HC Lasselsberger Plzeň
- 2006/2007 HC Lasselsberger Plzeň
- 2007/2008 HC Lasselsberger Plzeň
- 2008/2009 HC Lasselsberger Plzeň
- 2009/2010 HC Plzeň 1929, SHC Maso Brejcha Klatovy
- 2010/2011 HC Plzeň 1929, SHC Maso Brejcha Klatovy
- 2011/2012 HC Plzeň 1929, HC Slovan Ústečtí Lvi
- 2012/2013 HC Škoda Plzeň, IHC Písek
- 2013/2014 HC Škoda Plzeň, ČEZ Motor České Budějovice
- 2014/2015 ČEZ Motor České Budějovice

## Reprezentace
- 2006/2007 - Česká republika "16", "17"
- 2007/2008 - Česká republika "17"
- 2008/2009 - Česká republika "18", MS U18
- 2009/2010 - Česká republika "20"
- 2010/2011 - Česká republika "20"